# Super Robot Wars: Original Generation 2
Super Robot Taisen: Original Generation 2 (スーパーロボット大戦ORIGINAL GENERATION2?, Sūpā Robotto Taisen Orijinaru Jenerēshon Tsū) è un videogioco di ruolo per Game Boy Advance. È il secondo titolo della serie Super Robot Taisen ufficialmente pubblicato negli Stati Uniti.
Il sistema di selezione della storia di Super Robot Wars: Original Generation è stato eliminato, sostituendola con una trama intricata che si sviluppa negli intervalli di gioco. La storia di Original Generation 2 si concentra principalmente sui due personaggi principali selezionabili del primo titolo. Inoltre, un totale di quattro nuove serie (tre provenienti da altri titoli di Super Robot Wars, mentre una proveniente da un adattamento manga) compaiono nel videogioco, aggiungendo nuovi personaggi, mecha, eventi principali dalle rispettive serie, oltre che materiale creato appositamente per questo gioco. Unitamente ad una interfaccia utente completamente rinnovata, ed animazioni di battaglia più lunghe, Original Generation 2 vanta un gameplay migliorato ed il background dell'universo Original Generation.
Il 27 giugno 2007 Super Robot Wars OG: Original Generations, un remake migliorato di entrambi i videogiochi Original Generation, è stato pubblicato in Giappone per PlayStation 2.

## Serie incluse inSuper Robot Taisen: Original Generation 2
- Originali Banpresto
  - Shin Super Robot Wars
  - Super Robot Wars Gaiden: Masō Kishin - The Lord of Elemental
  - Chokijin RyuKoOh Denki (超機人 龍虎王伝奇) (nuova)
  - Super Robot Wars 3 (nuova)
  - Super Robot Wars F
  - Super Robot Wars F Final
  - Super Robot Wars Alpha
  - Super Robot Wars Alpha Gaiden
  - 2nd Super Robot Wars Alpha (nuova)
  - Super Robot Wars Compact 2
  - Super Robot Wars Impact
  - Super Hero Sakusen
  - Hero Senki: Project Olympus
  - Super Robot Wars Advance (nuova)